# Abbatiale Notre-Dame d'Ambronay
Pour les articles homonymes, voir Abbatiale Notre-Dame et Église Notre-Dame.
L'abbatiale Notre-Dame d'Ambronay ou église Notre-Dame d'Ambronay est une église catholique située à Ambronay. Elle fut d'abord exclusivement utilisée par les abbés de l'abbaye Notre-Dame d'Ambronay avant de devenir peu à peu l'église paroissiale d'Ambronay à partir des années 1790 en remplacement de l'église Saint-Nicolas qui se trouvait sur l'actuel parvis de Notre-Dame d'Ambronay. En 2013, l'église est utilisée d'une part par le centre culturel de rencontre et d'autre part comme église paroissiale. L'abbatiale Notre-Dame d'Ambronay est classée au titre des monuments historiques, au travers du classement de l'abbaye.